# 圣巴贝勒
圣巴贝勒（法語：Saint-Babel，法語發音：[sɛ̃ babɛl]）是法国多姆山省的一个市镇，位于该省中南部，属于伊苏瓦尔区。

## 地理
圣巴贝勒（45°35'49"N, 3°18'0"E）面积19.31 平方千米，位于法国奥弗涅-罗讷-阿尔卑斯大区多姆山省，该省份为法国中南部省份，北起阿列省接壤，东临卢瓦尔省，南至上盧瓦爾省和康塔爾省，西接科雷兹省和克勒兹省。
与圣巴贝勒接壤的市镇（或旧市镇、城区）包括：欧亚-弗拉、芒略、奥尔贝伊、皮尼奥尔、萨莱德、维克勒孔特、伊龙德和比龙。
圣巴贝勒的时区为UTC+01:00、UTC+02:00（夏令时）。

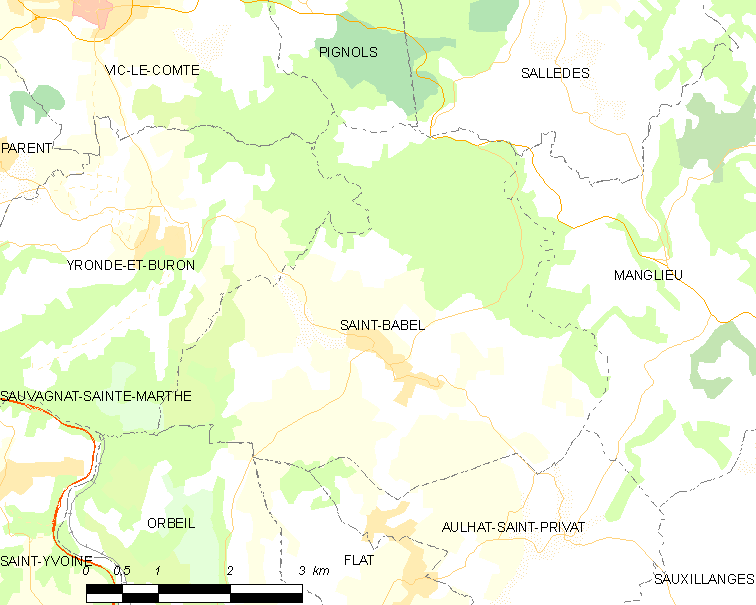
圣巴贝勒的OSM定位图

## 行政
圣巴贝勒的邮政编码为63500，INSEE市镇编码为63321。

## 政治
圣巴贝勒所属的省级选区为伊苏瓦尔县。

## 人口

1962-2008年间圣巴贝勒人口变化图示

圣巴贝勒于2022年1月1日时的人口数量为942人。